# Третья книга Царств
Третья книга Царств — в православии именование книги Ветхого Завета, одной из Книг Царств.
В иудаизме, католицизме и протестантизме именуется «Первой книгой Царей». 

## Состав
| Православие  | Иудаизм, западная христианская традиция | Православие            |
| ------------ | --------------------------------------- | ---------------------- |
| Книги Царств | Книга Самуила                           | Первая книга Царств    |
| Книги Царств | Книга Самуила                           | Вторая книга Царств    |
| Книги Царств | Книга Царей                             | Третья книга Царств    |
| Книги Царств | Книга Царей                             | Четвёртая книга Царств |

Состоит из 22 глав, описывает события истории объединённого Израильского царства, его разделение и затем попеременно историю Иудейского и Израильского царств.

## Авторство
Согласно иудейскому преданию, автором книги был пророк Иеремия. 
C этим мнением соглашался профессор П. А. Юнгеров, но оно не разделялось в Толковой Библии преемников А. П. Лопухина и в энциклопедическом словаре Брокгауза и Ефрона. 
Согласно ЭСБЕ и Библейской энциклопедии архимандрита Никифора, книга составлена книжником Ездрой.

## Содержание
Эта книга является непосредственным продолжением повествования, начатого ранее — во второй книге Царств: её текст начинается с рассказа о том, как «царь Давид состарился, вошёл в преклонные лета, то покрывали его одеждами, но не мог он согреться <…> и нашли Ависагу Сунамитянку, и привели её к царю» (3Цар. 1:1—3).
В Третьей книге Царств излагается повествование о царствовании Соломона (3Цар. 3-9), прославляется его замечательная мудрость, богатство, а также великолепие его построек, прежде всего — иерусалимского Храма. Здесь же эпизод с царицей Савской (3Цар. 10) и повествование о гареме Соломона и о его отходе от Бога: «… жёны его склонили сердце его к иным богам, и сердце его не было вполне предано Господу Богу своему …» (3Цар. 11).
Эта страница иудейской истории не отмечена новыми завоеваниями: описания ограничиваются сохранением и организацией государства, рассказывается о расцвете его при царе Соломоне. При преемнике Соломона Ровоаме (его сыне) и последующих царях речь уже идёт о регрессе и дезинтеграции государства (3Цар. 12 — 3Цар. 22). Антагонизм между Израилем и Иудеей не только продолжается, но приводит после смерти Соломона в 931 году к разделению царства: политическое отделение десяти северных колен усугубляется религиозным расколом (3Цар. 12-13).
- Глава 1
  - 1 Пожилому Давиду находят наложницу Ависагу Сунамитянку. Его сын Адония стремится стать наследником престола;
  - 11 пророк Нафан и Вирсавия сообщают о поведении Адонии отцу, и тот решает сделать наследником Соломона;
  - 32 священник Садок помазывает Соломона на царство;
  - 41 приглашенные Адонией покидают его; он «ухватился за роги жертвенника»
- Глава 2
  - 1 Завещание Давида Соломону и осуждение Иоава и Семея;
  - 10 смерть и похороны Давида;
  - 13 Адония убеждает Вирсавию заступиться за него перед Соломоном, но в итоге убит;
  - 26 Соломон отсылает от себя Авиафара и повелевает убить Иоава даже у жертвенника;
  - 36 Семею воспрещено выходить из Иерусалима; за нарушение запрет этого он убит.
- Глава 3
  - 1 Соломон взял в жены дочь фараона и приносит жертвы на высотах;
  - 4 во время жертвоприношения в Гаваоне Господь предлагает ему просить чего угодно, Соломон просит мудрости;
  - 10 Господь дарует ему мудрость;
  - 16 Суд Соломона.
- Глава 4
  - 1 Начальники Соломона;
  - 20 благосостояние народа и великолепие царского двора;
  - 29 разнообразие мудрости Соломона и его слава у всех народов.
- Глава 5
  - 1 Соломон заключил договор с Хирамом, царем Тирским о рубке кедров с Ливана  для постройки дома Господня;
  - 13 обложение повинностью всего Израиля, чтобы работать каждый третий месяц для царя.
- Глава 6
  - 1 Построение Храма;
  - 11 Господь объявляет, что Он будет обитать среди сынов Израиля, если они будут послушны Ему;
  - 14 подробности постройки храма и его украшений;
  - 37 время начала и окончания постройки.
- Глава 7
  - 1 Соломон строит также свой дом из дерева Ливанского, а также дом для дочери фараоновой и большой двор;
  - 13 Хирам, медник из Тира, взят Соломоном для украшения Храма.
- Глава 8
  - 1 Открытие дома Господня, построенного Соломоном, в присутствии всех старейшин Израилевых; облако наполнило дом;
  - 12 слово царя к народу;
  - 22 его молитва посвящения;
  - 54 он благословляет народ и увещевает;
  - 62 принесение жертв и празднование.
- Глава 9
  - 1 Господь обновляет с Соломоном Завет и предупреждает о наказаниях за неверность;
  - 10 недовольство Хирама двадцатью городами, данными ему Соломоном;
  - 15 Соломон сделал всех потомков побежденных Хананеев оброчными работниками, сынов Израилевых — своими начальниками;
  - 26 корабль Соломона и торговля с заграницей.
- Глава 10
  - 1 Царица Савская приносит Соломону драгоценные дары;
  - 11 драгоценности, привезенные из Офира; щиты из золота, престол, Фарсисский корабль;
  - 23 дары и торговля создали богатство.
- Глава 11
  - 1 Гнев Господа на Соломона за поклонение идолам под влиянием его чужеземных жен и предсказание, что при сыне его царство будет отторгнуто от него, кроме одного колена;
  - 14 противники, которых Бог воздвиг против Соломона: Адер Идумеянин;
  - 23 Разон Сириянин;
  - 26 Иеровоам, сын Наватов, ефремлянин, которому пророк Ахия обещал царствование над десятью коленами;
  - 41 смерть Соломона.
- Глава 12
  - 1 Отказ Ровоама, сына Соломонова, облегчить иго, возложенное Соломоном на Израиль;
  - 16 колена Израилевы, кроме Иуды и Вениамина, восстали и воцарили Иеровоама;
  - 21 Самей, человек Божий, объявил, что это по воле Божией и что Ровоаму не следует воевать против Израиля;
  - 25 Иеровоам воспрещает израильтянам ходить в Иерусалим в Храм и предлагает языческую альтернативу, сделав двух золотых тельцов в Дане и Вефиле.
- Глава 13
  - 1 Безымянный пророк из Иудеи проклинает жертвенник в Вефиле;
  - 11 пророк принял приглашение в дом в Вефиле против повеления Божия, и за это был умерщвлен львом;
  - 26 пригласивший его в Вефиль хоронит его в своей гробнице;
  - 33 Иеровоам ставит священников из народа.
- Глава 14
  - 1 Переодетая жена Иеровоама пришла в дом ослепшего пророка Ахии, просить о заболевшем сыне.
  - 6 АХия, узнав её, посылает грозную весть Иеровоаму об истреблении его дома и его царства;
  - 17 смерть сына Иеровоама;
  - 19 смерть его самого;
  - 21 злое царствование Ровоама над Иудою;
  - 25 нашествие Сусакима, царя Египетского, ограбившего Иерусалим и Храм.
- Глава 15
  - 1 Нечестивое царствование сына Ровоама Авии над Иудою;
  - 9 доброе царствование его сына Асы над Иудою;
  - 16 Аса всеми своими сокровищами приобретает помощь Венадада, царя Сирийского, против Ваасы, царя Израильского;
  - 25 Вааса устраивает заговор против Навата, сына Иеровоама, убивает его со всей родней и воцаряется над Израилем в Фирце.
- Глава 16
  - 1 Пророк Иуй предсказывает падение Ваасы и его дома;
  - 8 военачальник Замврий поразил Илу, сына Ваасы, и весь его дом,
  - 15 но народ Израильский воцарил военачальника Амврия;
  - 23 Амврий построил Самарию и жил в ней;
  - 29 Ахав воцарился в Самарии и поставил в ней жертвенник Ваалу.
- Глава 17
  - 1 Пророк Илия предсказывает Ахаву засуху по всей земле; его кормят вороны у потока Хорафа;
  - 8 Илия поселяется у бедной вдовы в Сарепте; мука и масло неистощаемы во всё время засухи;
  - 17 по молитве Илии Господь воскрешает сына вдовы.
- Глава 18
  - 1 Илия посылает Ахаву известие, что он вернулся к Израилю; по указанию Илии Ахав собирает всех пророков Вааловых и дубравных на гору Кармил;
  - 21 Илия предлагает посредством огня решить, быть ли Господу или Ваалу Богом Израиля;
  - 25 пророки Вааловы взывают целый день к своему богу; Илия смеется над ними;
  - 30 он восстановил жертвенник Господень и положил на него жертву, облив водой;
  - 36 по молитве Илии Господь посылает с небес огонь, который поедает жертву;
  - 39 поклонение народа пред Господом и поражение всех пророков Вааловых;
  - 41 Илия советует Ахаву скрыться в Изреель от грядущего дождя.
- Глава 19
  - 1 Илия убегает от гнева Иезавели в пустыню Иудейскую и затем к горе Хорив;
  - 9 явление Господа Илие; сильный ветер, землетрясение, огонь и веяние тихого ветра;
  - 15 Господь повелевает Илие помазать Азаила в цари над Сириею, Ииуя в цари над Израилем, а Елисея пророком вместо себя;
  - 19 призыв Елисея от плуга.
- Глава 20
  - 1 Венадад, царь Сирийский, осаждает Самарию;
  - 13 пророк объявляет, что полчище Сирийское будет предано в руки Ахава, что и сбылось;
  - 22 предупрежденный о втором нашествии сирийцев, Ахав снова поражает их;
  - 31 убегающий Венадад унизился пред Ахавом и пощажен им;
  - 35 пророк объявляет гнев Божий и грядущее наказание.
- Глава 21
  - 1 Ахав возжелал виноградника Навуфея подле дворца в Изрееле;
  - 5 Иезавель с помощью ложных свидетелей добивается смерти Навуфея;
  - 17 Господь посылает Илию, чтобы объявить Ахаву и Иезавели суд Божий над ними и их домом за все их злодеяния;
  - 27 Ахав раскаялся и помилован.
- Глава 22
  - 1 Иосафат, царь Иудейский, пошел вместе с царем Израильским против сириян в Рамофе Галаадском;
  - 5 все пророки предсказывают победу, кроме Михея, предсказавшего сначала победу, а потом смерть и поражение;
  - 29 Ахав ранен и умер в Самарии, по слову Илии;
  - 41 благочестивое царствование Иосафата над Иудеею и злое Охозии над Израилем.